# 雪江
雪江（せっこう、生没年不詳）とは、江戸時代の大坂の浮世絵師。

## 来歴
長谷川貞信の門人かといわれる。大坂の人で雪江と号す。作画期は天保から安政の頃にかけてで、役者絵や風景画の錦絵を描いている。

## 作品
- 「東海道五拾三次之内」　小判錦絵54枚揃　※安政頃、歌川広重による保永堂版「東海道五拾三次之内」を模した作品。「戸塚」など。